# Roger Longrigg
Roger Erskine Longrigg, född den 1 maj 1929, död den 26 februari 2000, var en brittisk romanförfattare. Han skrev en del böcker under sitt eget namn, men oftast använde han olika pseodonymer. Den lätt erotiska berättelsen The Passion Flower Hotel skrev han under pseodonymen Rosalind Erskine; då han skrev skotska historiska noveller använde han namnet Laura Black; hans spionthrillers signerades med Ivor Drummond; andra thrillers med Frank Parrish; och de svarta komedierna om dysfunktionella familjer skrev han under namnet Domini Taylor. Andra pseodonymer han använde var Megan Barker och Grania Beckford. Totalt publicerade han 55 böcker.